# Alexandre Lapshin
Pour les articles homonymes, voir Lapshin.
Vous pouvez aider à l'améliorer ou bien discuter des problèmes sur sa page de discussion.
- Le fond est à vérifier. Si vous venez d’apposer le bandeau, merci d’indiquer ici les points à vérifier. (Marqué depuis février 2019)

Vous pouvez aider à l'améliorer ou bien discuter des problèmes sur sa page de discussion.
- Il est orphelin : moins de trois articles lui sont liés. Aidez à ajouter des liens en plaçant le code [[Alexandre Lapshin]] dans les articles relatifs au sujet. (Marqué depuis février 2019)

Alexandre Valerievich Lapshin (né le 4 février 1976, à Sverdlovsk, RSFSR, URSS) est un globe-trotter et blogueur russo-ukrainien ayant visité plus de 140 pays à travers le monde sous le pseudonyme de Puerrtto. Son profil LiveJournal compte plus de 300 000 followers. Sa célébrité date de 2016, au moment de son arrestation à Minsk sur ordre des autorités d'Azerbaïdjan. Il a été extradé vers Bakou pour avoir mis les pieds dans le Haut-Karabagh. Cela a suscité des tensions dans les relations entre l'Arménie et la Biélorussie, et a intégré l'agenda de politique étrangère d'Israël et de la Russie. Le ministre des Affaires étrangères russe Sergei Lavrov a déclaré que la Russie s'opposait à l'extradition du blogueur en Azerbaïdjan. L'État Israélien a soutenu les positions russes. Finalement, cinq Etats ont été impliqués dans ce scandale international.

## Biographie
Entre 2003 et 2008, il vit à Moscou et travaille dans le domaine des locaux commerciaux et dans la Bourse.. En 2006, pendant un voyage touristique en Israël, il a été mis en examen car il était soupçonné d'avoir visité la Syrie en tant que journaliste, ce qui, selon la législation israélienne, constitue une infraction. Néanmoins, Lapshin a été libéré de sa responsabilité pénale par manque d'intérêt général [source insuffisante].
Après la crise économique de 2008, Lapshin est retourné en Israël. Jusqu'en 2016, il a vécu dans le kibboutz de Rosh HaNikra près de la frontière libanaise, travaillant en tant que rédacteur de ressources en ligne russes au sujet des voyages.

## Voyages
Alexandre Lapshin est un des voyageurs russes les plus actifs, ayant à ce jour visité plus de 140 pays, certains même à plusieurs reprises. Ses principales destinations sont le Moyen-Orient, l'Afrique, l'ex-URSS, et l'Europe orientale. En plus d'avoir visité tous les pays d'ex-URSS et la plupart des pays d'Asie de l'Est et du Sud-Est, Lapshin a également séjourné en Amérique du Sud, en Australie, ainsi qu'en Afrique du Sud et de l'Est.
Lapshin se sert principalement de compagnies aériennes low-cost, et prévoit ses voyages en fonctions d'offres promotionnelles et réductions tarifaires sur les billets. C'est également pour cette raison qu'il ne se rend que rarement dans les pays où il est difficile de se rendre à moindre coût. Il privilégie l'organisation de ses itinéraires à l'avance, tout comme le planning de ses correspondances et la réservation de ses hôtels.

## Poursuites judiciaires
Lapshin a séjourné au Haut-Karabagh en 2011 et 2012, ce qui lui a valu d’être inscrit sur liste noire en Azerbaidjan, l’interdisant d’entrer sur le territoire. Il a malgré tout réussi à entrer dans le pays en juin 2016 grâce à une erreur sur son passeport Ukrainien sur lequel son prénom est orthographié « Oleksandr » au lieu de « Aleksandr », ce qui lui a permis de passer les contrôles à la frontière sans être identifié comme étant interdit de séjour.
Le président de la république de Biélorussie, Alexandre Loukachenko, s’est rendu en visite officielle à Bakou fin novembre 2016 – une visite durant laquelle le président biélorusse a reçu des mains de Ilham Aliyev, le président azerbaïdjanais, l'Ordre Heydar Aliyev – la plus haute distinction de la République d'Azerbaïdjan. Après l'avoir embrassé, Lukashenko a promis de « coopérer »,.
Reparti en Biélorussie, Lapshin a été arrêté quelques jours plus tard, le 15 décembre de la même année à Minsk sur l’ordre de l’Azerbaidjan pour avoir visité le Haut-Karabagh sans accord préalable, et une demande d’extradition a été formulée par l’Azerbaidjan pour procéder à son procès.
Cette demande a été acceptée par le Procureur Général de Biélorussie et Lapshin a été extradé vers Bakou le 7 février 2017. Les représentants russes et israéliens, dont Lapshin possédait les nationalités, ont pris part activement au procès du blogueur pour tenter d'éviter son extradition définitive.
Finalement, en plus des pays principalement intéressés, ce sont des représentants de cinq pays qui ont été mêlés au conflit :
- États Unis : le porte-parole du département d’État des États-Unis s’est également prononcé au sujet de l’affaire Lapshin,
- Arménie : le premier ministre arménien, Nikol Pashinyan, a organisé une manifestation de soutien devant l’ambassade de Biélorussie.
- Turquie : Sympathie envers le blogueur exprimée par le député du Mejlis turc et fondateur du Parti vert Ufuk Uras et le défenseur Shanar Yurdatapan[15].
- République tchèque : La décision d’extradition a été critiquée par plusieurs politiques tchèques, et en premier lieu par le député au Parlement européen Jaromír Štětina et l'ambassadeur tchèque en Arménie Petr Mikyska[16].
- L’Europe plus largement via le soutien de l'OSCE[17], les députés européens Frank Engel (Luxembourg) et Eleni Theocharous (Chypre).

À l’issue de son procès, le tribunal de Bakou a condamné Lapshin à trois ans de privation de liberté24. Trois mois plus tard, le 11 septembre 2017, Ilham Aliyev a signé l'ordre de gracier Alexandre Lapshin, après quoi celui-ci a pu quitter Bakou pour Tel Aviv. Alexandre Lapshin s'est exprimé au sujet de son agression au centre de détention de Bakou la veille de sa grâce, dans la nuit du 10 au 11 septembre :
«Aux alentours de minuit alors que j'étais sur le point de m'endormir, j'ai entendu la porte grincer (je dormais la tête tournée en direction de la porte d'entrée de la cellule). La porte s'est brutalement ouverte et des gens ont accouru, les visages masqués et portant des masques semblables à ceux des forces spéciales m'ayant emmené à Bakou. Ils se sont instantanément rués sur moi de façon très professionnelle : l'un d'eux m'a sauté dessus, genoux dans les côtes, enfonçant ses doigts dans mon cou tandis que deux ou trois autres personnes me retenaient les bras et les jambes, et c'est tout ce dont je me souviens. Je me suis réveillé en salle de réanimation à l'hôpital de Bakou quarante-huit heures après, et les médecins m'ont expliqué que j'ai été retrouvé pendu dans les toilettes de ma cellule. Ce qui est intéressant, c'est que les médecins azerbaïdjanais m'ont eux-mêmes informé que la nature de mes plaies indiquait que j'ai été asphyxié, parce que si je m'étais pendu, les blessures auraient été quelque peu différentes. Mais ça, ils me l'ont dit à voix basse. Par la suite, quand je suis arrivé en Israël, pratiquement le même jour, dès que j'ai été déposé à l'aéroport Ben-Gurion à Tel Aviv, on m'a conduit à l'hôpital où des médecins israéliens ont tiré la même conclusion : il s'agissait d'une agression physique, et il était indispensable d'effectuer les examens correspondants ainsi que de remplir des documents relatifs à l'attaque auprès de la police israélienne.. »

## Arrestation et acquittement de Lapshin
Encore aujourd'hui, l'affaire Lapshin reste un sujet délicat. Le blogueur a lui-même publié des documents prouvant que les autorités biélorusses l'ont extradé illégalement, fabriquant des accusations de toutes pièces et en enfreignant leur propre législation. Avant son extradition, les autorités biélorusses l'ont gardé enfermé dans une cellule avec des opposants politiques et activistes biélorusses tels que Ales Yurkoyt, ainsi que le peintre japonais Daichi Yoshida. Lapshin a, à plusieurs reprises, donné des interviews au sujet des abus survenant dans les prisons biélorusses,,.
Le président biélorusse Alexandre Lukashenko a déclaré que Lapshin avait été arrêté à Minsk sur ordre d'Interpol. Toutefois, Interpol a démenti cela en assurant que le nom du blogueur n'a jamais figuré sur aucune liste de personnes recherchées,,.
À la suite de sa libération, Lapshin s'est activement engagé dans la lutte pour les droits de l'homme et s'est à plusieurs reprises exprimé auprès d'organisations telles que l'ONU, le PACE, l'OSCE, ainsi qu'à l'occasion de divers forums et conférences.

## Plainte à la cour EDH
Début 2018, Alexandre Lapshin a déposé plainte contre l'Azerbaïdjan à la Cour européenne des droits de l'homme, plainte dans laquelle il accuse l'État de tentative de meurtre, torture et de privation illégale de liberté. Son avocat est Karinna Moskalenko. Le 15 décembre 2018, la Cour a informé les avocats de Lapshin qu'une communication a été entamée avec les autorités d'Azerbaïdjan.